# TIGER & BUNNY
《TIGER & BUNNY》是由日昇（今万代南梦宫影像制作）製作的日本動畫，2011年4月起在每日放送播放。此作品在2017年的NHK「日本動畫100」大投票中得到第1名，劇場版The Rising得到第2名，劇場版The Beginning得到第6名。

## 概要
舞台設定在一個近未來風，以及擁有獨特的超能力『NEXT』的超級英雄們的世界。作為這部作品中的英雄的贊助商幾乎都是現實中既有的企業。連帶著除了這部作品自身的廣告，也會安排作品中的英雄代言這些企業的廣告。
這部作品角色設定由漫畫家桂正和來擔任，監督為佐藤敬一。2015年榮獲SUGOI JAPAN Award動畫部門第2名。亦在2017年NHK BS Premium主办的日本动画100评选中荣登榜首。前三话于该年5月3日深夜在该频道重播。由于NHK为公共广播，严禁置入性行销，三话中所有赞助商的标志全部隐蔽。

## 劇情
自從人稱「NEXT」超能力者誕生於世的45年後。某國的大都市修迪輪誕生了名為「英雄」的職業，NEXT能力者穿著由贊助商出資提供的印有商標的戰鬥服，為了守護眾人而出動。同時「HERO TV」電視公司則報導這些英雄們戰鬥的畫面，並以綜藝節目的記分風格為這些英雄作英雄評價排行榜。
主角鏑木·T·虎徹，是英雄業界的老手，藝名為狂野猛虎。由於原本所屬的公司被併購，因此被轉入新公司旗下，且被老闆強行與新人英雄巴納比組成團隊為了守護和平及贊助商而戰鬥。

## 人物介紹

### 職業英雄
狂野猛虎／鏑木·T·虎徹（Wild Tiger／Kotetsu·T·Kaburagi，聲：平田廣明、田村睦心（少年時代）／港：陳欣、袁淑珍（少年時代）／台：李世揚）
所屬公司：APOLLON　Media
| 第一季                                            | 劇場版1    | 劇場版2 | 第二季                                                           |
| ------------------------------------------------- | ---------- | ------- | ---------------------------------------------------------------- |
| Top MaG（架空企業）→ S.H.Figuarts(萬代)、SoftBank | FamilyMart | LOTTE   | LAWSON、IMAGINATION WORKS(BANDAI SPIRITS)、吃豆人、KINTO、浅田飴 |
本作主角。年資超過10年的職業英雄。作為NEXT能力者，他的能力是百倍神力，在五分鐘內可發出常人100倍的身體能力。啟動能力時身體會發光，擅長拳頭攻擊。登場台詞是「狂野的嘶吼吧」。性格富正義感、熱血，常常在保護市民時不小心破壞公物，因此被稱為「正義的破壞狂」。人氣不高、作為英雄的評價也只有中下。少數不顧分數及名譽的英雄。
被交易到「APOLLON　Media」公司後，被迫和巴納比組成英雄搭檔。戲稱巴納比為諧音兔子(バニー)。隨著故事發展和巴納比互相理解、成為互相信賴的夥伴。
太太友惠在五年前病逝，目前有一個九歲的女兒楓。為了向她隱瞞自己的職業，將她托付給自己居於鄉下的母親安壽照顧。獨居於修迪輪的公寓。
在一次能力增強爆走之後，使用能力的時間開始縮短並有明顯減退的趨勢，在第一季未能力大約只可維持一分鐘。在第一季一連串事件後決定退役，但最後再次以狂野猛虎一分鐘復出。
巴納比·布魯克斯二世（Barnaby·Brooks·Jr，聲：森田成一、永吉ユカ（少年時代）／港：黃啟昌、黃麗芳（少年時代）／台：于正昌、錢欣郁（少年時代））
所屬公司：APOLLON　Media
| 第一季                                          | 劇場版1      | 劇場版2      | 第二季                               |
| ----------------------------------------------- | ------------ | ------------ | ------------------------------------ |
| Crusade、萬代、Amazon.co.jp（第6話之後加入）[8] | 與第一季相同 | 與第一季相同 | 萬代、怪物彈珠、Battle Spirit TANITA |
本作主角，24歲，10月31日出生，唯一一個直接使用本名的英雄。
不拘言笑的實際主義者，認為英雄的表演工作較其他工作重要。出於公司的要求和虎徹組成團隊，起初和性格衝動的虎徹關係不好，稱呼他為「大叔」。隨著故事發展和被虎徹的人情味感化、成為互相信賴的夥伴並稱呼他為「虎徹」。
其父母為在機器人工學界是頗富盛名的資產家，在巴納比4歲時被亞巴杜·馬比力克所殺，也因此讓巴納比踏上復仇之路。但記憶被亞巴杜·馬比力克修改，使他雖然親眼見到兇殺，卻想不起兇手長相。在第一季的最後發現父母過世的真相，決定和虎徹一起退役。隨著虎徹復出，也決定重投英雄行列。
英雄訓練學院的畢業生。
最討厭的東西是火，原因是父母死的時候房間裡一片火海。有5個相同款式的眼鏡。會把喜歡的東西留在最後吃。極為注重室內空間照明。
作為NEXT能力者，他的能力跟虎徹相同，也是百倍神力，即五分鐘內維持常人100倍的身體能力，啟動能力時身體會發光，和擅長拳擊的虎徹相反、擅長踢技。
藍玫瑰／卡莉娜·萊爾（Blue Rose／Karina Lyle，聲：壽美菜子／港：鄭麗麗／台：石薇）
所屬公司：Taitan Indust
| 第一季   | 劇場版1      | 劇場版2      | 第二季 |
| -------- | ------------ | ------------ | ------ |
| 百事可樂 | 與第一季相同 | 與第一季相同 | LOTTE  |
偶像系的女英雄，招牌登場詞是「我的冰霜帶著一點冷酷，將把你所有的惡行完全凍結」。同時進行歌手事業、人氣很高。一旦遇到危險的時候，就會展現她華麗的「俏麗逃脫」。
由於公司的安排而假裝成S女王的個性，其實只是個普通女高中生。
原本的夢想是成為歌星而非英雄。對虎徹有好感，第一季尾開始認真學習如何攻略單親爸爸。
NEXT能力是「冰凍」。
火焰紋章／納森·西摩（Fire Emblem／Nathan Seymour，聲：津田健次郎／港：李錦綸／台：陳彥鈞）
所屬公司：Helios Energy
| 第一季                         | 劇場版1             | 劇場版2       | 第二季                      |
| ------------------------------ | ------------------- | ------------- | --------------------------- |
| FMV、animate（第14話之後加入） | animate、達美樂披薩 | 與劇場版1相同 | animate、Aqua Clara、ATSUGI |
擅長駕駛跑車追捕犯人的英雄、駕駛技術高超。自己經營英雄公司Helios Energy。
公開出櫃的男同志，打扮相當嬌媚言行偏女性化，激動時會破功。劇場版揭示其過去受盡家人和同儕歧視。
NEXT能力是「操控火焰」，可以從手掌中發出高溫的火焰。
在英雄中與虎徹及安東尼奧屬於年紀較大者，有時候會向後輩提供意見。
巨石野牛／安東尼奧·羅培茲（Rock Bison／Antonio Lopez，聲：楠大典／港：陳卓智→蕭徽勇／台：林谷珍）
所屬公司：KRONOS FOODS
| 第一季 | 劇場版1                  | 劇場版2 | 第二季                             |
| ------ | ------------------------ | ------- | ---------------------------------- |
| 牛角   | HYBRID太麺堂々、日清食品 | 食其家  | 鉄人化計画、巴比祿、愛麗思歐雅瑪等 |
虎徹的長年死黨與酒友，是一個豪爽的壯漢。不太介意自己長年排名低下。表面強悍，但有淚點低的一面。
NEXT能力是「堅硬的皮膚」。
高天／基斯·古德曼（Sky High／Keith Goodman，聲：井上剛／港：蘇強文／台：陳彥鈞）
所屬公司：POSEIDON LINE
| 第一季                    | 劇場版1                        | 劇場版2       | 第二季                                   |
| ------------------------- | ------------------------------ | ------------- | ---------------------------------------- |
| TAMASHII NATIONS、USTREAM | TAMASHII NATIONS、MOVIX、T-JOY | 與劇場版1相同 | TAMASHII NATIONS、スギ薬局MOVIX、T-JOY等 |
英雄排行榜的常勝軍，人稱「英雄王」，深受不分男女老少的觀眾歡迎。口頭禪是：「謝謝，還有謝謝！」。
個性認真、老實，有點天然呆的青年，深受其他英雄信賴。有時會因誤解戰況而陷入劣勢。養了一隻叫約翰的黃金獵犬。
喜歡用"吸"的方式來吃荷包蛋的蛋黃。(雖然是秘密，但在動畫第22話中被虎徹公開了。)
NEXT能力為「操控風」。
龍之子／黄寶鈴（Dragon Kid／Pao-Lin Huang，聲：伊瀬茉莉也／港：羅杏芝→何璐怡／台：石薇）
所屬公司：ODYSSEUS COMMUNICATION
| 第一季         | 劇場版1         | 劇場版2       | 第二季      |
| -------------- | --------------- | ------------- | ----------- |
| 卡樂B、DMM.com | 卡樂B、第一興商 | 與劇場版1相同 | 一蘭、卡樂B |
擅長功夫的少女，自稱辭是僕。
和虎徹一樣來自修迪輪以外地區的英雄。其能力及表現都有相當高的評價。身為女生卻非常男孩子氣，十分討厭可愛的東西。起初抗拒父母送的髮夾，但了解到父母的心意後開始接受。最終回更以連身裙的少女裝扮出現。
最終回於購物中心內有較年長的男女陪同，相信是同樣移居至修迪輪的親人。
最常出現的台詞是吶喊聲。食量不小。
NEXT能力是「發電」
折紙旋風／伊凡·卡瑞林（Origami Cyclone／Ivan Karelin，聲：岡本信彦／港：胡家豪／台：黃天佑）
所屬公司：HELPERIDESE FINACE
| 第一季                                                                    | 劇場版1          | 劇場版2                              | 第二季                     |
| ------------------------------------------------------------------------- | ---------------- | ------------------------------------ | -------------------------- |
| .ANIME、高須整形美容診所（第14話之後加入）、NAMCO応援団（第14話之後加入） | .anime、minimini | NAMCO応援団、DMM.com、大江戸温泉物語 | 南梦宫、唐吉訶德、伊藤園等 |
英雄訓練學院的畢業生，內向、安靜，喜歡日本忍者文化。
穿著像是忍者一般的英雄，擅長出現在攝影畫面的一角搶鏡頭。
給人感覺好像只是個為了打廣告而做英雄的英雄，其實是自卑影響表現，不過在與虎徹合作後開始變得積極。
NEXT能力為「變形／易容」

#### 已退役的職業英雄
傳奇先生（Mr.Legend，聲：小杉十郎太／港：林國雄／台：黃天佑）
「HERO TV」開始廣播之前就活躍的第一代英雄。虎徹因和他相遇而以成為英雄作為目標。其功績在歷代英雄中都是數一數二，不過某日突然在世人面前消失。留下的功績一直在修迪輪中被傳誦，現在世界各地都有他的銅像，被認為是和平的象徵。第16話尤里的回憶中提及因晚年發不出NEXT而變得自暴自棄並且酗酒，也因而發洩暴力毆打在妻子和尤里身上，最後在毆打妻子時因兒子意外發動了NEXT而被燒死。

### HERO TV
艾妮絲·茱珀特(Agnes Joubert)
配音：甲斐田裕子／港：程文意→陸惠玲／台：錢欣
「HERO TV」的天才監製。好勝大姐的性格。目標是把近年人氣大減的「HERO TV」回復以前的高收看率，為創收視率無所不用其極，不過仍會關心英雄的狀況，尤其擔憂虎徹出問題。經常使用GPS掌握著英雄的位置，在「HERO TV」廣播中的情況下指揮英雄的行動。
馬力歐(Mario)
配音：太田真一郎／港：陳廷軒／台：黃天佑
「HERO TV」的實況廣播員。同時擔任活動和電視節目的主持。

### 企業關係者
亞伯特·馬比力克(Albert Maverick)
配音：福田信昭／港：盧國權／台：林谷珍
修迪輪的傳媒大亨。七大企業的統一協調人，兼任著阿波羅媒體的行政總裁和播出「HERO TV」的OBC電視台的社長，同時也是殺死巴納比父母的真正兇手，並且與銜尾蛇串通。於最終話由於惡行被媒體公諸於世，無法使用能力掩飾，只透露銜尾蛇早已深入城市政治中後，使用能力將自己的大腦記憶全部消除以掩蓋銜尾蛇的秘密。原被警方逮捕，因狂徒認為犯行重大而劫囚將其燒死。
NEXT能力是「改寫記憶」。
亞歷山大·羅伊茲(Alexander Lloyds)
配音：横島亘／港：張炳強／台：陳彥鈞
阿波羅媒體職員，虎徹和巴納比的上司。
齋藤先生(Doc Saito)
配音：岩崎浩／港：劉昭文／台：林谷珍
阿波羅媒體的機械工程技術人員，虎徹和巴納比的強化戰衣開發者。說話聲音非常小聲。
班·傑克遜(Ben Jackson)
配音：寶龜克壽／港：林保全→陳永信／台：黃天佑
Top MaG的原職員。虎徹以前的上司和良好的理解者。

### 犯罪者
狂徒／尤里·佩特羅夫（Lunatic／Yuri Petrov）
配音：遊佐浩二、皆川純子(幼少期)／港：李凱傑／台：黃天佑、石薇(幼少期)
修迪輪司法局上任不久的英雄管理官兼裁判官。主要工作是裁判NEXT英雄在守護事件中，造成的損壞情況和傷害的議案，在特別情況下少使用司法手續輔助需要行動的英雄。
父親是第一代的NEXT英雄傳奇先生，在少年時期由於傳奇先生出現了NEXT退化現象，酗酒後發洩暴力在尤里與母親身上，使得他的性格開始扭曲。一次為守護母親而意外發動了NEXT，使用青色火焰燒死了父親，從此內心秉持著自己的正義之道「所有殺人犯皆該以償命贖罪」，嚇阻罪犯並同時挑戰世人對正義的標準。一直以來完美隱藏自己的「狂徒」身份，與英雄交手後亦找到平衡，被界定為非最主要的威脅。
NEXT能力是「青色火焰操控」，溫度勝過一般火焰。
Tony
配音：代永翼／港：陸惠玲／台：石薇
在第2話登場的NEXT少年。
NEXT能力是「操控無生命的物件移動」。
炸彈狂
配音：江川央生／港：麥皓豐／台：林谷珍
在第3話和第6話登場。頸後有一個銜尾蛇的徽章，黑人男人。最後被狂徒殺害。
Pory
配音：奈良徹／港：劉奕希／台：黃天佑
在第5話登場的NEXT，寶石強盜團的老闆。本身是資產家，只要是想要的東西都想得到，性格接近小朋友。有兩個分別叫Richard（配音：小形滿）和Walter（配音：喜山茂雄）的老執事作為手下。
NEXT能力是「把自己的身體表面變成鑽石」。
Gady Edward
配音：羽多野涉／台：陳彥鈞
在第8話登場的NEXT青年，伊凡的好朋友。
在一次與伊凡救援被犯人挾持的人質時，因NEXT失控而誤殺人質遭到逮捕。為了找伊凡算帳而逃獄，但被狂徒盯上，且發現自己跟不上新一代的NEXT戰鬥。原本會被狂徒活活燒死，幸被伊凡掩護和狂野猛虎所救，最終重新被警方逮捕，並與伊凡和好。
NEXT能力是「操縱沙」，可以在地面和牆壁間移動。
Marie、 Lily、 Mary
配音：大原沙耶香、遠藤綾、中原麻衣／港：劉惠雲、林芷筠、黃淑芬／台：錢欣郁、石薇
在第9話登場的NEXT，三姐妹連續綁架犯，只綁架有錢人的孩子。
NEXT能力是「特別的嗅覺」。大女Marie可以聞到危險的氣味，二女Lily可以聞到謊言的氣味，三女Mary可以聞到金錢的氣味。
（Jake Martinez）
配音：藤原啓治／港：林保全／台：林谷珍
「銜尾蛇」的成員。原僱傭兵，自稱「被神授予了兩個能力」的NEXT。左腿為金屬義肢，全身有大量紋身，有咬手指甲的習慣，所有指甲都相當粗糙。因為強盜、 誘拐、 殺人等罪被傳奇先生逮捕，被監禁到阿巴斯監獄服刑250年，因古莉姆引起的恐怖襲擊被釋放。就在此時，其殺害巴納比夫妻消息被公開了，不過傑克否認和肯定自己沒有殺害巴納比夫妻。
性格殘酷殘忍，有NEXT是被神選中的思想。因而有著排除普通人和被人僱用的英雄的想法，建立自己統治的NEXT國家而行動。
本作目前最強大的NEXT能力者。
NEXT能力是擁有強大阻絕力的「防禦力場」-並且可以將之壓縮如同子彈般射出形成威力強大的攻擊，以及「聽見他人心靈的聲音」。
古莉姆（Kriem）
配音：根谷美智子／港：劉惠雲／台：石薇
「銜尾蛇」的成員。用撲克的基本標誌♠、♥、♣、♦裝扮的女性。用能力操縱絨毛公仔大軍，控制修迪輪的要點，以全體修迪輪人民作人質，逼使政府解放傑克。
因身為能力者而從小被家人朋友憎惡唾棄，又不巧被傑克綁架勒索，勒索失敗後追隨並愛著傑克，從她口中得知巴納比的父母並非被傑克殺死。
漢斯·查克曼（Hans Chuckman）
配音：三宅健太／港：巫哲棋／台：陳彥鈞
「銜尾蛇」的成員。臉上有著模仿撲克♦的紋身，細眼的青年。
不是NEXT的普通人，因贊同傑克的思想，在古莉姆同意下加入。
羅德旺（Rotowang）
配音：宮本充／港：張錦江／台：林谷珍
巴納比父母的同事，於巴納比夫婦死後將人造人研究計畫提升並進化為武力機器人，一號作品為西絲。
本身是NEXT歧視者，目標是創造超越NEXT的人造人進而取代、消滅NEXT，後創造人造人H01與馬比力克先生合作。最終成品足以抑制大部分能力者，在馬比力克陷害虎徹計謀出現偏差時前來搞局。
其同時綁架楓以威脅潛逃的虎徹出現，但最終被楓的NEXT能力壓制，並於人造人失控的意外下被馬比力克見死不救，從高樓墮地身亡。

### 一般市民、其他
鏑木楓
配音：日高里菜／港：張頌欣／台：錢欣
虎徹唯一的女兒。嗜好是花式溜冰，偶像是巴納比，也不抗拒親切的藍玫瑰。
對母親死後仍遠離老家工作的虎徹表現不滿，後在分享過去下互相釋懷。
於跟虎徹和解後覺醒為NEXT能力者，能力是「複製她所碰到的NEXT能力者的能力」。在被綁架時以這未被廣知的能力打破整場劣勢。
鏑木安壽
配音：定岡小百合／港：蔡惠萍／台：石薇
虎徹的母親。
鏑木友恵
配音：坂本真綾／港：梁少霞／台：錢欣
虎徹已故的妻子。虎徹的高中同班同學，熱愛英雄。一直注意虎徹的工作，五年前（17話之後為六年前），在虎徹作英雄工作時過世。
鏑木村正
配音：田中正彦／港：招世亮／台：林谷珍
虎徹的兄長。
巴納比·布魯克斯(Barnaby Brooks)、艾美莉·布魯克斯(Emily Brooks)
配音：上田燿司、赤池裕美子／港：劉昭文、劉惠雲
巴納比已故的父母，皆是進行人造人研究計畫的科學家。
莎曼莎·蒂拉(Samansa Tailor)
配音：竹村叔子／港：陸惠玲／台：錢欣
巴納比的父母在世時，作為布魯克斯家女僕的老婦人。一直保持送自製的生日蛋糕比巴納比，所以和巴納比一直保持交流，一直關注作為英雄而活躍的他。對沒有家人的巴納比來說是相當重要的存在。被馬比力克殺死並利用來製造虎徹犯罪的假象。
女子
配音：川島悠美
劇中不斷串場於各公共場所的少女，因服飾鮮明又意義不明。於劇末跟劇場版才出過聲。

## 設定
NC
本作所使用紀年的英文縮寫，巴納比的父母就是在NC1957年被殺。
故事的舞台，過去為對策水災問題發展到現在三層結構的城市。各種各樣的人種、民族和NEXT共存的未來城市，由超級英雄們守護著其和平。修迪輪在德語的意思為星座。貨幣單位Stern U.S. dollar，官方語言是英語，而在司法系統上是沒有死刑。
NEXT
本故事發生的時間約45年前開始被確認存在有特殊能力的新人種。是一種特異功能者，能力各種各樣都有，由「操縱火焰」「操縱冰」等高實用性，到「大量流汗」「伸展性強臉皮」等古怪的能力都有。能力出現的時間都各式各樣，有一些人天生就可以使出，又有一些人是某日突然覺醒。作為反過來非常稀少的情況，在罕見的情況下，一些NEXT的能力會退化和消失。
基本上NEXT只會有一種能力，不過都有少數NEXT有複數的能力。多數NEXT在使用能力時全身和瞳孔都會發光。
NEXT使用能力犯罪的情況時有出現，多由英雄們去應對NEXT罪犯。
超級英雄（英雄）
小數從屬於企業的NEXT，保護修迪輪日夜和平的人。一般人會叫他們為「英雄」。長時間保持1間企業1個，共7個英雄，不過，在巴納比加入之後為7間企業8個英雄。
HERO TV
修迪輪的人氣電視節目。在阿波羅媒體旗下的OBC電視台廣播。
直轉或錄播各色各樣和超級英雄有關的節目。曾一度人氣大減，不過自艾妮絲‧祖比爾到任之後長時間維持著高收視率。
7大企業
少數被認可建立英雄工作的7間企業。企業大樓的外形模仿各自的象徵符號。企業名一致地和希臘神話相關，分別為阿波羅、泰坦、克洛諾斯、波塞冬、奧德修斯、赫斯珀里得斯、赫利奧斯。
阿波羅媒體（APOLLON　Media）
旗下持有各種各樣公司的綜合媒體企業，CEO為亞巴杜·馬比力克。企業象徵為「獅鷲」。廣播「HERO TV」的OBC電視台為其附屬公司，積極地開發英雄們的各種商品和專業雜誌。收購虎徹從屬的出版社「Top MaG」使虎徹加入阿波羅媒體，同時安排新英雄巴納比作為虎徹的合作夥伴。
泰坦工業（Taitan　Indust）
工業系企業。業務側重於重工業。企業象徵為「芭絲特」。
克洛諾斯食品（KRONOS FOODS）
食品系的企業。企業象徵為「彌諾陶洛斯」。
波塞冬路線（POSEIDON LINE）
交通系企業。營運著單軌鐵路、出租車、飛艇和城市的交通網。企業象徵為「天馬」。賓·傑克遜再就業時開的出租車就是在波塞冬路線旗下營運。
奧德修斯通信（ODYSSEUS COMMUNICATION）
通信系企業。企業象徵為「西方龍」。
赫斯珀里得斯金融（HELPERIDESE FINACE）
金融系企業。企業象徵為「狛犬」。
赫利奧斯能源（Helios Energy）
能源系企業。企業象徵為「不死鳥」。持有人為彌敦·西摩。
噬身之蛇（Ouroboros）
神秘的巨大犯罪組織，其勢力遍佈全世界。組織象徵為「銜尾蛇」。
傳送裝置
為了支援英雄而特別做出來的大型運輸拖車。
GOOD LUCK MODE
虎徹和巴納比的強化戰衣的特殊功能。當兩人的百倍神力(hundred power)去到最後5秒時會自行發動，虎徹的右手、巴納比右腳會變大向罪犯全力一擊。但其實GOOD LUCK MODE只是為了「演出」而開發，不會增加兩人的力量。

## 主題曲

### 第一季
片頭曲
（第1話－第13話）
作詞、作曲－田淵智也／編曲、歌－UNISON SQUARE GARDEN
此曲亦作第25話片尾曲使用。
（第14話－第25話）
作詞－竹内真央／作曲－竹内真央／歌－NOVELS
片尾曲
（第1話－第13話）
作詞－佐々木健太／作曲－佐々木健太、藤森真一／歌－藍坊主
（第14話－第24話）
作詞－U-ka、珠妃、tzk／作曲－秋田博之／歌－珠妃
插曲
「GO NEXT!!」（第1、2、7、10話）
作詞－大森祥子／作曲－池頼広／歌－藍玫瑰（壽美菜子）
「My Song」（第4話）
作詞－大森祥子／作曲 - 池頼広／歌－藍玫瑰（壽美菜子）

### 第二季
片頭曲
「kaleido proud fiesta」
歌－UNISON SQUARE GARDEN
片尾曲
「AIDA」
歌 - ano

## 各集列表

### 第一季
| 話數 | 副標題                                                                                | 中文標題                 | 香港J2標題                        | 腳本                    | 分鏡                     | 演出       | 作畫監督                     |
| ---- | ------------------------------------------------------------------------------------- | ------------------------ | --------------------------------- | ----------------------- | ------------------------ | ---------- | ---------------------------- |
| #01  | All's well that ends well. （終わりよければすべてよし）                                                       | 結局好一切都好           | 只要結果好，一切便美好            | 西田征史                | 米穀良知                 | 鈴木清崇   | 小林利充                     |
| #02  | A good beginning makes a good ending. （はじめが肝心）                                            | 好的開始是成功的一半     | 起步是關鍵                        | 西田征史                | 羽多野浩平               | 羽多野浩平 | 山田起生                     |
| #03  | Many a true word is spoken in jest. （嘘から出た真実）                                              | 謊言中的真相             | 從虛假之中出來的真實              | 西田征史 鈴木智尋       | 竹内浩志                 | 竹内浩志   | 竹内浩志                     |
| #04  | Fear is often greater than the danger. （案ずるより産むが易し）                                           | 杞人憂天                 | 與其思前想後， 不如實際行動更簡單 | 西田征史 鈴木智尋       | 北村真咲                 | 米田和博   | 神志那弘志                   |
| #05  | Go for broke! （当たって砕けろ）                                                                    | 孤注一擲                 | 放手一搏                          | 西田征史 田中和次朗     | 北村真咲                 | 德本善信   | 門智昭                       |
| #06  | Fire is a good Servant but a bad master. （火は従順なしもべだが、悪しき主人でもある） | 火如雙面刃               | 火是順僕，亦是惡主                | 西田征史 兒玉宣勝       | 須永司                   | 古田丈司   | 徳田夢之介                   |
| #07  | The wolf knows what the ill beast thinks. （蛇の道は蛇）                                        | 賊人才懂賊               | 賊知賊心理                        | 西田征史 鈴木智尋       | 小林寬                   | 小林寬     | 板垣徳宏                     |
| #08  | There is always a next time. （必ず機会が来る）                                                     | 總會有機會的             | 機會總會來                        | 西田征史 兒玉宣勝       | 北村真咲                 | 佐佐木忍   | 山田起生                     |
| #09  | Spare the rod and spoil the child. （かわいい子には旅をさせよ）                                               | 棒下出孝子，嚴師出高徒   | 不打不成器                        | 西田征史 高橋悠也       | 須永司                   | 德本善信   | 飯島弘也                     |
| #10  | The calm before the storm. （嵐の前の静けさ）                                                       | 暴風雨前的寧靜           | 暴風雨前的平靜                    | 西田征史 高橋悠也       | 羽多野浩平               | 龜井治     | 小林利充                     |
| #11  | The die is cast. （賽は投げられた）                                                                 | 木已成舟                 | 不成功便成仁                      | 西田征史 鈴木智尋       | 北村真咲                 | 綿田慎也   | 門智昭                       |
| #12  | Take heed of the snake in the grass. （草の中にいる蛇に用心せよ）                                             | 小心草中的蛇             | [ 10 ]                            | 西田征史 高橋悠也       | 須永司 佐藤敬一          | 橋本裕之   | 小林有希子 安藤義信          |
| #13  | Confidence is a plant of slow growth. （信頼という木は大きくなるのが遅い木である）                                            | 信任是一種生長緩慢的植物 | 信任是一點一滴地積累的            | 西田征史 高橋悠也       | 須永司 佐藤敬一          | 吉澤俊一   | 齋藤雅和                     |
| #14  | Love is blind. （恋は盲目）                                                                   | 愛情是盲目的             | 戀愛是盲目的                      | 西田征史                | 北村真咲                 | 高橋健司   | 小林利充 宮下雄次            |
| #15  | The sky's the limit… （限界は空高くに…）                                                             | 極限如天不可限           | 極限高如天                        | 西田征史 吉田恵里香     | 小林寬                   | 北条史也   | 富澤佳也乃 渡邊元子          |
| #16  | Truth lies at the bottom of a well. （真実は井戸の底にある）                                              | 真理深藏井底             | 真相藏於井底下                    | 西田征史 高橋悠也       | 古田丈司                 | 古田丈司   | 鶴田仁美 中野圭哉            |
| #17  | Blood is thicker than water. （血は水よりも濃い）                                                     | 血濃於水                 | 血濃於水                          | 西田征史 鈴木智博       | 片山一良                 | 青柳宏宣   | 小林利充                     |
| #18  | lgnorance is bliss. （知らぬが仏）                                                              | 無知是福                 | 無知是福                          | 西田征史 兒玉宣勝       | 佐佐木忍                 | 佐佐木忍   | 門智昭                       |
| #19  | There's no way out. （袋の鼠）                                                              | 甕中之鱉                 | 無路可逃                          | 西田征史 おかざきさとこ | 須永司                   | 德本善信   | 小林有希子                   |
| #20  | Full of courtesy, full of craft. （口に蜜あり、腹に剣あり）                                                 | 口蜜腹劍                 | 口蜜腹劍                          | 西田征史 高橋悠也       | 北村真咲                 | 北村真咲   | 山本美佳 齋藤雅和            |
| #21  | Heaven helps those who help themselves. （天は自ら助くる者を助く）                                          | 天助自助者               | 天助自助者                        | 西田征史 鈴木智尋       | 小林寬                   | 小林寬     | 渡邉元子 富澤佳也乃 安藤義信 |
| #22  | Bad luck often brings good luck. （人間万事塞翁が馬）                                                 | 塞翁失馬，焉知非福       | 因禍得福                          | 西田征史 高橋悠也       | 龜井治                   | 龜井治     | 龜井治 鶴田仁美              |
| #23  | Misfortunes never come singly. （不幸は単独では来ない）                                                   | 禍不單行                 | 禍不單行                          | 西田征史 吉田恵里香     | 北村真咲 佐藤敬一        | 吉澤俊一   | 工原 飯島弘也                |
| #24  | Nothing venture, nothing gained. （虎穴に入らずんば虎子を得ず）                                                 | 不入虎穴焉得虎子         | 不入虎穴焉得虎子                  | 西田征史                | 佐々木忍 森邦宏 佐藤敬一 | 佐佐木忍   | 板垣徳宏 山本美佳 安藤義信   |
| #25  | Eternal immortality. （永久不滅）                                                             | 永久不滅                 | 永恆不滅                          | 西田征史                | 北村真咲 佐藤敬一        | 北村真咲   | 小林利充                     |

### 第二季
| 話數 | 副標題                                                  | 播出日期     |
| ---- | ------------------------------------------------------- | ------------ |
| #01  | A word to the wise is enough. （一を聞いて十を知る）                      | 2022年4月8日 |
| #02  | No one knows the weight of another's burden. （他人の荷物の重さは、誰にも分からない）       | 2022年4月8日 |
| #03  | Suspicion will raise bogies. （疑いは悪霊を呼び寄せる）                       | 2022年4月8日 |
| #04  | Never put off till tomorrow what you can do today. （今日できることを明日に延ばすな） | 2022年4月8日 |
| #05  | Live and let live. （自分も生き、他人も生かせ）                                 | 2022年4月8日 |
| #06  | Youth should be regarded with respect. （後生おそるべし）             | 2022年4月8日 |
| #07  | Out of the mouths of babes oft times come gems. （赤子の口から宝石）    | 2022年4月8日 |
| #08  | You can't judge a book by its cover. （外見だけでは中身を判断できない）               | 2022年4月8日 |
| #09  | Have not thy cloak to make when it begins to rain. （雨が降り始めてからレインコートを作らせるな） | 2022年4月8日 |
| #10  | Pride comes before a fall. （驕りが滅亡の前にやってくる）                         | 2022年4月8日 |
| #11  | Every cloud has a silver lining. （どの雲も裏は銀色）                   | 2022年4月8日 |
| #12  | Man's extremity is God's opportunity. （人の難局は神の好機）              | 2022年4月8日 |
| #13  | Constant dropping wears away a stone. （点滴、石を穿つ）              | 2022年4月8日 |

## 播放電視台
日本深夜動畫：下文記載的日本国内播放時間使用日本標準時間（UTC+9）表示。因為部分時間标识會採用30小时制，因此請留意这类超过24:00的时间，其實際播放時間為翌日清晨。
| 播放地區   | 播放電視台 | 播放日期                               | 播放時間（UTC+9）             | 所屬聯播網 | 備註                          |
| ---------- | ---------- | -------------------------------------- | ----------------------------- | ---------- | ----------------------------- |
| 近畿廣域圈 | 每日放送   | 2011年4月2日－9月17日                  | 星期六 25時58分－26時28分     | 日本新聞網 | 製作局 Anime Shower第1部      |
| 東京都     | TOKYO MX   | 2012年4月5日－9月20日                  | 星期二 23時00分－23時30分     | 獨立UHF局  |                               |
| 日本全國   | 萬代頻道   | 2012年4月6日－9月21日                  | 星期三 12時00分 更新          | 網路電視   | 最新話1週內免費配信           |
| 日本全國   | BS11       | 2011年4月9日－9月28日                  | 星期五 24時30分－25時00分     | 衛星電視   | ANIME+節目                    |
| 日本全國   | Animax     | 2011年7月18日－2012年1月9日            | 星期一 22時00分－22時30分     | 衛星電視   | 有重播                        |
| 三重縣     | 三重電視台 | 2012年8月13日－9月14日                 | 星期一至五 26時50分－27時20分 | 獨立UHF局  | 平日節目集中放送              |
| 日本海外   |            |                                        |                               |            |                               |
| 香港       | J2         | 2012年5月29日－11月13日                | 星期二 22時00分－22時30分     | －         | UTC+8 有重播 myTV提供14天重溫 |
| 臺灣       | 衛視電影台 | 2014年9月18日－9月26日 （第1－13集）   | 星期一至五 19:00－20:00       | －         | 9月18日改為 19:30－20:00 播出 |
| 臺灣       | 衛視電影台 | 2014年10月4日－10月19日 （第14－25集） | 星期六、日 08:00－09:00       | －         |                               |

| 香港 J2 星期日 21:30－23:30 節目 | 香港 J2 星期日 21:30－23:30 節目        | 香港 J2 星期日 21:30－23:30 節目 |
| -------------------------------- | --------------------------------------- | -------------------------------- |
|                                  | TIGER & BUNNY劇場版 （2013年8月11日）   |                                  |
| 火影忍者疾風傳大電影：失落之塔   | 機動戰士高達00－先驅者的醒覺            |                                  |
| 香港 J2 星期六 22:35－24:45節目  |                                         |                                  |
| 推理要在晚餐後 電影版            | TIGER & BUNNY最強同盟 （2015年7月25日） | 青之祓魔師 劇場版                |

## 衍生作品

### 漫畫
TIGER & BUNNY
作：西田征史、画：桂正和、週刊YOUNG JUMP 2011年36・37合併特大号（通巻NO・1547）刊載短篇。
TIGER & BUNNY
企画・原作：SUNRISE、画：榊原瑞紀、Newtype Ace 2011年vol.1（創刊号）到2013年vol.23（最終号）期間進行連載。之後移至WEB漫畫雑誌角川NICONICO Ace連載、2013年第94号到2014年第163号期間進行連載，短篇於165号、168号、172号、177号上刊載。單行本全9卷、全38話。
| 卷數 | 角川書店       | 角川書店               | 台灣角川       | 台灣角川               |
| 卷數 | 發售日期       | ISBN                   | 發售日期       | ISBN                   |
| ---- | -------------- | ---------------------- | -------------- | ---------------------- |
| 1    | 2012年2月8日   | ISBN 978-4-04-120082-7 | 2012年9月15日  | ISBN 978-986-287-946-7 |
| 2    | 2012年6月7日   | ISBN 978-4-04-120239-5 | 2013年1月12日  | ISBN 978-986-325-162-0 |
| 3    | 2012年9月22日  | ISBN 978-4-04-120404-7 | 2013年5月18日  | ISBN 978-986-325-387-7 |
| 4    | 2013年3月7日   | ISBN 978-4-04-120648-5 | 2013年9月18日  | ISBN 978-986-325-600-7 |
| 5    | 2013年8月8日   | ISBN 978-4-04-120852-6 | 2014年3月8日   | ISBN 978-986-325-865-0 |
| 6    | 2014年2月10日  | ISBN 978-4-04-121023-9 | 2014年11月21日 | ISBN 978-986-366-253-2 |
| 7    | 2014年5月10日  | ISBN 978-4-04-121109-0 | 2015年5月15日  | ISBN 978-986-366-489-5 |
| 8    | 2014年11月10日 | ISBN978-4-04-102239-9  | 2018年12月24日 | ISBN 978-957-564-658-5 |
| 9    | 2015年11月10日 | ISBN 978-4-04-103141-4 | 2018年12月24日 | ISBN 978-957-564-659-2 |
TIGER & BUNNY THE COMIC
作：吉田恵里香、画：上田宏、Miracle Jump N°5（2011年10月刊行）到2016年10月号期間進行連載。單行本全7卷、全41話。每卷各附1番外篇。
| 卷數 | 集英社         | 集英社                 |
| 卷數 | 發售日期       | ISBN                   |
| ---- | -------------- | ---------------------- |
| 1    | 2012年9月19日  | ISBN 978-4-08-879422-8 |
| 2    | 2013年8月19日  | ISBN 978-4-08-879633-8 |
| 3    | 2014年12月19日 | ISBN 978-4-08-890085-8 |
| 4    | 2015年5月19日  | ISBN 978-4-08-890191-6 |
| 5    | 2015年10月19日 | ISBN 978-4-08-890276-0 |
| 6    | 2016年4月19日  | ISBN 978-4-08-890383-5 |
| 7    | 2016年10月19日 | ISBN 978-4-08-890511-2 |
TIGER & BUNNY ORIGAMI
作：柳ゆき助、企画・原作：SUNRISE、Newtype Ace Vol.8,11,13,16,20,23刊載
| 卷數 | 角川書店      | 角川書店               |
| 卷數 | 發售日期      | ISBN                   |
| ---- | ------------- | ---------------------- |
| 全   | 2014年2月10日 | ISBN 978-4-04-121024-6 |
TIGER & BUNNY SKY HIGH
作：ヴァージニア二等兵、企画・原作：SUNRISE、Newtype Ace Vol.7,10,12,13,15,17,21,22掲載
| 卷數 | 角川書店      | 角川書店               |
| 卷數 | 發售日期      | ISBN                   |
| ---- | ------------- | ---------------------- |
| 全   | 2014年1月10日 | ISBN 978-4-04-120992-9 |
劇場版TIGER&BUNNY‐The Beginning‐
作：大野ツトム、原作：SUNRISE
劇場版The Beginning完全漫畫化。
| 卷數   | 角川書店      | 角川書店               |
| 卷數   | 發售日期      | ISBN                   |
| ------ | ------------- | ---------------------- |
| SIDE:A | 2012年9月22日 | ISBN 978-4-04-120440-5 |
| SIDE:B | 2013年2月7日  | ISBN 978-4-04-120608-9 |
TIGER & BUNNY 四格短篇（タイガー&バニーちゃん）
作：白石琴似、企画・原作：SUNRISE。單行本全2卷。
| 卷數   | 角川書店      | 角川書店               | 台灣角川       | 台灣角川               |
| 卷數   | 發售日期      | ISBN                   | 發售日期       | ISBN                   |
| ------ | ------------- | ---------------------- | -------------- | ---------------------- |
| 第一卷 | 2012年9月6日  | ISBN 978-4-04-120410-8 | 2013年6月15日  | ISBN 978-986-325-442-3 |
| 第二卷 | 2014年1月10日 | ISBN 978-4-04-120981-3 | 2018年12月24日 | ISBN 978-957-564-657-8 |
公式漫畫選集
| 卷數                                                      | 角川書店       | 角川書店               | 台灣角川       | 台灣角川               |
| 卷數                                                      | 發售日期       | ISBN                   | 發售日期       | ISBN                   |
| --------------------------------------------------------- | -------------- | ---------------------- | -------------- | ---------------------- |
| #01 It takes two to make a quarrel.（一個巴掌拍不響（）   |                |                        |                |                        |
| 01                                                        | 2011年9月21日  | ISBN 978-4-04-854696-6 | 2012年9月15日  | ISBN 978-986-287-947-4 |
| #02 First catch your hare.（勿謀之過早（）                |                |                        |                |                        |
| 02                                                        | 2011年9月21日  | ISBN 978-4-04-854697-3 | 2012年10月27日 | ISBN 978-986-325-004-3 |
| #03 Hitch your wagon to a star.（要胸懷大志（）           |                |                        |                |                        |
| 03                                                        | 2011年11月24日 | ISBN 978-4-04-120032-2 | 2012年12月19日 | ISBN 978-986-325-104-0 |
| #04 The age of miracles is past…!?（奇蹟的時代告終…!?（） |                |                        |                |                        |
| 04                                                        | 2012年2月8日   | ISBN 978-4-04-120100-8 | 2013年3月15日  | ISBN 978-986-325-279-5 |
| extra                                                     | 2012年9月22日  | ISBN 978-4-04-120514-3 |                |                        |

### 小說化
劇場版TIGER&BUNNY‐The Beginning‐
原作：SUNRISE、劇本・故事監督：西田征史、著者：高橋悠也
劇場版The Beginning的小說化。單行本全2冊。
1. 2012年9月22日發售、ISBN 978-4-04-110287-9
2. 2012年10月25日發售、ISBN 978-4-04-110310-4

劇場版TIGER&BUNNY‐The Rising‐
原作：SUNRISE、脚本・故事監督：西田征史、著者：高橋悠也
劇場版The Rising的小說化。單行本全1冊。
- 2014年3月15日發售、ISBN 978-4-04-110707-2

## 遊戲

### 遊戲機遊戲
TIGER & BUNNY オンエアジャック
對應平台為PlayStation Portable，2012年9月20日由万代南梦宫娱乐發行。類型為動作電視秀。
TIGER & BUNNY 〜HERO'S DAY〜
對應平台為PlayStation Portable，2013年3月20日由D3 Publisher發行。類型為冒險遊戲。

### 社群網路遊戲
TIGER & BUNNY ロードオブヒーロー（手機遊戲）
Mobage開發，2012年7月27日開始營運。可以使用PSP平台跟《TIGER & BUNNY オンエアジャック!》連動。2013年6月10日結束服務。

## 影音商品

### BD / DVD
Blu-ray Disc分為初回限定版與通常版，DVD只發售通常版。通常版、限定版的封套插畫和人物設計由羽山賢二描繪，本篇除了特典映像外也收錄了促銷影片和CM。另外初回限定版附贈角色原案桂正和的插畫書架。附贈廣播劇收錄特別CD、特製小冊子。
發行產品全9卷、第1卷收錄1話，第2卷以後各卷收錄3話。由萬代影視負責發售。
| 卷數 | 発売日         | 規格編號   | 規格編號  | 規格編號  |
| 卷數 | 発売日         | BD         | BD        | DVD       |
| 卷數 | 発売日         | 初回限定版 | 通常版    | DVD       |
| ---- | -------------- | ---------- | --------- | --------- |
| 1    | 2011年5月27日  | BCXA-0313  | BCXA-0304 | BCBA-4110 |
| 2    | 2011年6月24日  | BCXA-0314  | BCXA-0305 | BCBA-4111 |
| 3    | 2011年7月22日  | BCXA-0315  | BCXA-0306 | BCBA-4112 |
| 4    | 2011年8月26日  | BCXA-0316  | BCXA-0307 | BCBA-4113 |
| 5    | 2011年9月22日  | BCXA-0317  | BCXA-0308 | BCBA-4114 |
| 6    | 2011年10月26日 | BCXA-0318  | BCXA-0309 | BCBA-4115 |
| 7    | 2011年11月25日 | BCXA-0319  | BCXA-0310 | BCBA-4116 |
| 8    | 2011年12月22日 | BCXA-0320  | BCXA-0311 | BCBA-4117 |
| 9    | 2012年1月27日  | BCXA-0321  | BCXA-0312 | BCBA-4118 |
| BOX  | 2016年10月26日 | BCXA-1144  | -         | -         |

### CD

#### 角色歌曲
《TIGER & BUNNY キャラクターソング》於2011年7月6日發售。

##### Vol.1
Blue Rose的角色歌曲，由劇中配音Blue Rose的寿美菜子演唱。
收錄曲
（全作詞：大森祥子、作曲·編曲：池賴廣）
1. GO NEXT!![3:24]
2. My Song[4:18]
3. GO NEXT!! （off vocal）
4. My Song（off vocal）

##### Vol.2
TIGER & BUNNY的角色歌曲外，另加入各角色的角色歌曲，雙方的迷你劇也收錄在此。歌曲由劇中配音TIGER & BUNNY的平田広明和森田成一演唱。
收錄曲
（全作詞：兒玉沙織）
1. ヒーローユニット「T&B」誕生!?（モノローグトーク1） [0:29]
2. タイガー&バーナビー キャラクターソング 「正義の声が聞こえるかい」[4:17]
作曲・編曲：山元祐介
3. 虎徹、ヒーローの意地（モノローグトーク2） [0:27]
4. タイガー キャラクターソング「はみだし者讃歌」[4:04]
作曲・編曲：渡辺拓也
5. バーナビーの逆襲（モノローグトーク3）[0:17]
6. バーナビー キャラクターソング 「POWER OF JUSTICE」[4:16]
作曲・編曲：藤末樹
7. 決裂…そして?（モノローグトーク4） [0:49]

## 劇場版

### The Beginning

#### 製作人員
- 企劃、原作、製作 - SUNRISE
- 導演 - 米谷良知
- 脚本、故事監督 - 西田征史
- 人物原案、英雄設計 - 桂正和
- 人物設計、總作畫監督 - 羽山賢二、板垣徳宏
- 設計師 - 小曽根正美
- 機械設計 - 安藤賢司
- 企劃協力 - 佐藤敬一
- 分鏡 - 竹内浩志、寺岡巌、中澤勇一、米谷良知
- 演出 - 吉沢俊一、北村真咲、綿田慎也
- 作畫監督 - 渡邉元子、山本美佳、板垣徳宏、実原登、井畑翔太、津幡佳明、中野圭哉
- 色彩設計 - 永井留美子
- 美術設計 - 児玉陽平
- 美術監督 - 大久保錦一
- SDCG導演 - 笹川恵介
- 攝影監督 - 田中唯、後藤春陽
- 編輯 - 奥田浩史
- 音響監督 - 木村絵理子
- 音樂 - 池賴廣
- 製作人 - 田村一彦、松井千夏
- 製作 - T&B MOVIE PARTNERS
- 發行 - 松竹、T-JOY

#### 主題曲
主題曲《リニアブルーを聴きながら》
歌 - UNISON SQUARE GARDEN
在Billboard Japan 10月1日附贈的HotAnimation圖表獲得第一名。
片頭曲〈アースダイバー〉
歌 - NOVELS
插入曲〈約束〉
歌 - Rihwa

#### 上映紀念特別節目
《The Beginning》上映的同時，特別節目《芸能界タイバニ部 部長 東野幸治》於各電視台放送。
| 播放地區      | 播放電視台     | 播放日期       | 播放時間             | 聯播網         | 備註                              |
| ------------- | -------------- | -------------- | -------------------- | -------------- | --------------------------------- |
| 宮城縣        | 東北放送       | 2012年9月16日  | 星期日 25:25 - 25:55 | TBS系列        |                                   |
| 福岡縣        | 西日本電視台   | 2012年9月18日  | 星期二 26:30 - 27:00 | 富士電視台系列 |                                   |
| 岡山縣 香川縣 | 瀨戶內電視台   | 2012年9月20日  | 星期四 24:58 - 25:28 | 東京電視台系列 |                                   |
| 東京都        | TOKYO MX       | 2012年9月21日  | 星期五 20:30 - 21:00 | 独立局         |                                   |
| 中京廣域圈    | 東海電視台     | 2012年9月21日  | 星期五 26:00 - 26:30 | 富士電視台系列 | television season於三重電視台放送 |
| 新潟縣        | 新潟電視台21   | 2012年9月21日  | 星期五 26:45 - 27:15 | 朝日電視台系列 |                                   |
| 廣島縣        | 廣島HOME電視台 | 2012年9月22日  | 星期六 6:00 - 6:30   | 朝日電視台系列 |                                   |
| 靜岡縣        | 静岡第一電視台 | 2012年9月22日  | 星期六 27:15 - 27:45 | 日本電視台系列 |                                   |
| 富山縣        | 鬱金香電視台   | 2012年9月25日  | 星期二 25:45 - 26:15 | TBS系列        |                                   |
| 北海道        | 北海道放送     | 2012年9月27日  | 星期四 深夜          | TBS系列        |                                   |
| 日本全域      | Animax         | 2012年9月27日  | 星期四 22:00 - 22:30 | BS/CS放送      | 有重播                            |
| 日本全域      | Animax         | 2012年9月29日  | 星期六 22:00 - 22:30 | BS/CS放送      | 免費放送                          |
| 近畿廣域圈    | 毎日放送       | 2012年9月29日  | 星期六 25:58 - 26:28 | TBS系列        |                                   |
| 愛媛縣        | 南海放送       | 2012年9月30日  | 星期日 25:50 - 26:20 | 日本電視台系列 |                                   |
| 山梨縣        | 山梨電視台     | 2012年9月30日  | 星期日 26:05 - 26:35 | TBS系列        |                                   |
| 鹿兒島縣      | 鹿兒島放送     | 2012年10月4日  | 星期四 26:50 - 27:20 | 朝日電視台系列 |                                   |
| 日本全域      | BS11           | 2012年10月6日  | 星期六 23:00 - 23:30 | 独立系BS放送   |                                   |
| 熊本縣        | 熊本電視台     | 2012年10月7日  | 星期日 26:05 - 26:35 | 富士電視台系列 |                                   |
| 石川縣        | 石川電視台     | 2012年10月14日 | 星期日 25:35 - 26:05 | 富士電視台系列 |                                   |

粗體標示為television season電視台。

### The Rising

#### 製作人員
- 企劃、原作、製作 - SUNRISE
- 導演 - 米谷良知
- 劇本、故事監督 - 西田征史
- 人物原案、英雄設計 - 桂正和
- 人物設計、總作畫監督 - 羽山賢二、板垣徳宏、山本美佳
- 設計師 - 小曽根正美
- 機械設計 - 安藤賢司
- 色彩設計 - 永井留美子
- 美術設定 - 兒玉陽平
- 美術監督 - 大久保錦一
- 3DCG導演- 笹川恵介
- 撮影監督 - 田中唯、後藤春陽
- 編輯 - 奥田浩史
- 音響監督 - 木村絵理子
- 音樂 - 池賴廣
- 製作 - T&B MOVIE PARTNERS
- 發行 - 松竹、T-JOY

#### 主題曲
主題曲《harmonized finale》
歌 - UNISON SQUARE GARDEN
片頭曲〈ネメシス〉
歌 - NOVELS

## 外部連結
- 官方網站（日昇動畫）（日語）
- 官方網站（MBS）（页面存档备份，存于）（日語）
- TIGER & BUNNY在Ustream的页面（页面存档备份，存于）
- TIGERandBUNNY的X（前Twitter）
- 《TIGER & BUNNY》TVB官方網站（页面存档备份，存于）（繁體中文）
- 劇場版 TIGER & BUNNY 官方網站（页面存档备份，存于）（日語）